# NGC 1169
NGC 1169 je galaksija u zviježđu Perzej.

## Vanjske poveznice
- SEDS: NGC 1169